# Drumlin

Typische vorm van een drumlin.

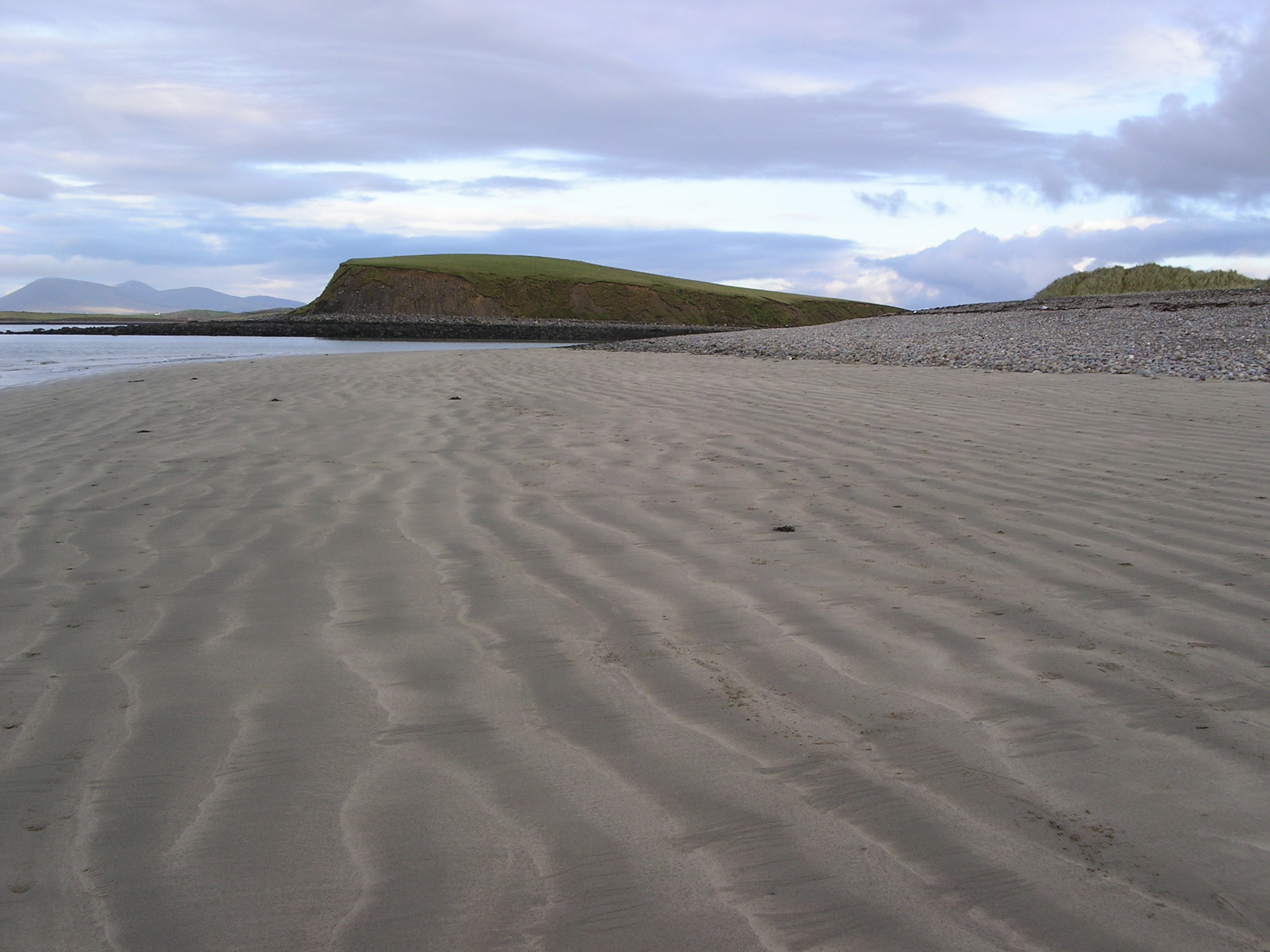
Een half in het water staande drumlin aan de kust bij Clew Bay in Ierland.

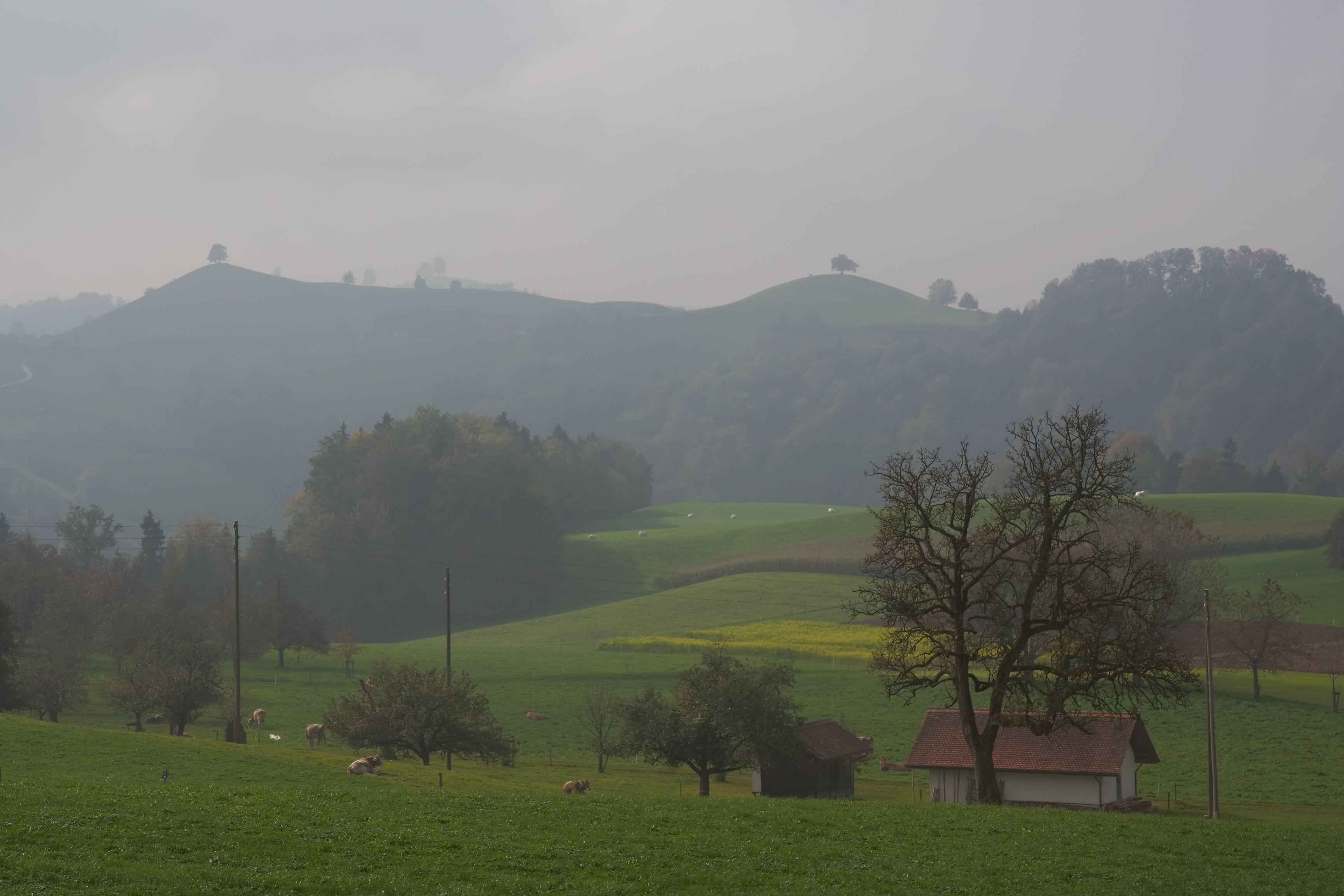
Drumlins vormen een serie langgerekte heuvels bij Hirzel, Zürich, Zwitserland.

Een drumlin (afgeleid van het Iers-Gaelisch: droimnín, een langgerekte heuvel) is een langgerekte heuvel die gevormd werd door een gletsjer. De lange as van de drumlin is parallel met de richting van de stroming van het ijs, de stompe kant wijst in de richting van waar het ijs kwam. 
Drumlins kunnen tot meer dan 50 meter hoog zijn en tot een kilometer lang. Vaak komen ze voor in groepen van gelijkvormige, even grote en in dezelfde richting georiënteerde heuvels. Deze zogenaamde drumlinvelden kunnen wel duizenden drumlins rijk zijn. Drumlins zijn vaak opgebouwd uit lagen till die door de gletsjer over elkaar heen werden afgezet over een harde kern, die gevormd kan zijn door een uitstekend stuk gesteente of een morene.

## Ontstaan
Binnen de geomorfologie is controverse over de precieze manier waarop drumlins ontstaan. Sommigen denken dat de drumlins een direct gevolg van erosie door de gletsjer zijn. In 1980 werd door John Shaw en anderen een theorie opgesteld waarbij drumlins het gevolg zijn van het vrijkomen van onder druk staand water dat onder de gletsjer doorstroomt. In beide gevallen worden drumlins als een vorm van golfribbels beschouwd. Wat nog onduidelijk is, is waarom drumlins in sommige begletsjerde gebieden wel voorkomen, en in andere niet.

## Voorkomen
In Europa komen drumlins vooral voor in het Alpengebied en Scandinavië. Drumlinvelden zijn bijvoorbeeld te vinden rondom Weilheim in Oberbayern, Konstanz aan het Bodenmeer, in het Zwitserse kanton Zürich en aan de westkust van Ierland. In de in het Saale-glaciaal door landijs bedekte gebieden in Nederland en Duitsland komen geen drumlins voor. Wel zijn ze te vinden in aangrenzend Noord-Polen en de Baltische staten, maar daar zijn ze gevormd door een ijsbedekking in het Weichsel-glaciaal.
Buiten Europa komen drumlinlandschappen bijvoorbeeld voor in het noorden van de Verenigde Staten en Canada, of in Patagonië.